# Tre colori - Film bianco
Tre colori - Film bianco (Trois couleurs : Blanc) è un film del 1994 diretto da Krzysztof Kieślowski.
Si tratta del secondo film della trilogia che il regista polacco ha dedicato ai tre colori della bandiera francese e, di conseguenza, al motto della rivoluzione francese, "Liberté, Égalité, Fraternité".
In particolare, in questo film, il regista sviluppa il tema dell'uguaglianza, interpretando questo valore più come un obiettivo, un'aspirazione da conseguire, che come un presupposto necessario del vivere umano. È il desiderio – destinato a naufragare – di ricostruire una parità inizialmente tradita, quello che spinge, infatti, il protagonista maschile, Karol Karol, a una vera e propria metamorfosi esistenziale, che lo porterà, infine, a sovvertire completamente il suo destino e quello dell'ex moglie, Dominique.

## Trama
Il parrucchiere polacco Karol Karol ha sposato una donna francese, Dominique. Il matrimonio, tuttavia, dopo sei mesi è fallito in quanto Karol è impotente. Il tribunale infatti decreta la separazione di Karol e Dominique adducendo come motivazione proprio la mancata consumazione del rapporto coniugale. Karol cerca disperatamente di opporsi: è realmente innamorato della moglie e chiede al giudice, vanamente, un po' di tempo, per riconquistare Dominique. "Dov'è qui l'uguaglianza?", domanda Karol al giudice, il quale sembra non dare ascolto ai suoi argomenti, espressi nel francese stentato proprio di uno straniero.
Addirittura prima di allontanarsi per sempre dalla casa in cui ha vissuto con la bellissima Dominique, Karol tenta un ultimo disperato approccio sessuale con la moglie, ma anche questo risulterà vano.
A questo punto la separazione è formalizzata e Karol si ritrova a vagare per le vie di Parigi, senza più né casa né soldi, con la sola compagnia di una valigia, vuota, nella quale la moglie gli ha lasciato solo i suoi attestati di parrucchiere e gli strumenti del mestiere: un pettine e una forbice.
Incredibilmente, sarà proprio quella valigia, per Karol, la fonte di una nuova vita e l'opportunità per rivendicare il suo diritto all'uguaglianza, tradita dalla moglie e dal giudice.
Infatti, la sera stessa, Karol si ritrova nella metropolitana di Parigi, dove conosce, mendicando, un suo connazionale, Mikołaj. È con quest'ultimo che Karol dovrà scoprire la più amara verità: Dominique ha un altro uomo. Le voci, i sospiri, uditi al telefono, rendono la scoperta inequivocabile. 
Karol e Mikołaj restano insieme, nella stazione deserta; entrambi troveranno l'uno nell'altro la propria possibilità di riscatto.
Mikołaj chiede a Karol un favore: c'è un uomo, loro compatriota polacco, che deve morire. Non può uccidersi, ma pagherà molto bene un estraneo disposto a farlo. In cambio, Mikołaj aiuterà Karol a ritornare in patria, nascosto dentro l'enorme valigia, unico lascito dell'esperienza francese.
Il viaggio si rivela per Karol più pericoloso del previsto: giunta in Polonia, la valigia viene rubata e portata via alla consegna dei bagagli dell'aeroporto e, solo dopo aver corso un grande pericolo, Karol riesce ad arrivare alla sua meta, cioè la casa del fratello Jurek, a Varsavia, dove riprende a lavorare come parrucchiere nel negozio di questi.
Rapidamente Karol riesce a mettere da parte un po' di soldi, ma per il suo progetto questo non basta; ripreso contatto con Mikołaj, si accorda quindi per uccidere l'uomo di cui avevano parlato nella metropolitana di Parigi. Con stupore di Karol, quell'uomo si rivelerà essere proprio l'amico: Karol gli spara, come da accordi, ma la pistola è caricata a salve e Mikołaj, scampato alla morte, ritrova la forza per continuare a vivere e abbandonare il suo progetto. Karol riceverà ugualmente il suo compenso e, soprattutto, l'amicizia e la lealtà reciproche.
Karol infatti, con i soldi messi da parte e con altri, guadagnati mediante alcune speculazioni immobiliari, può fondare finalmente una sua impresa, che in breve tempo gli permette di accumulare un'enorme fortuna.
È a questo punto che Karol può finalmente rivendicare l'uguaglianza perduta, riscattandosi dall'ingiustizia inflittagli dalla moglie Dominique e dal tribunale francese. L'uomo inscena, con l'aiuto di Mikołaj, la propria morte, facendo ritrovare un cadavere dai lineamenti irriconoscibili e gettando la colpa sulla moglie Dominique, che nel frattempo è giunta dalla Francia attratta dall'espediente dell'enorme fortuna lasciatale in eredità dall'ex marito.
Il piano va perfettamente in porto: inscenato il funerale, Dominique assiste al rito funebre del marito il quale, prima della sua fuga definitiva, per vendicarsi ancor più pesantemente di Dominique si fa trovare nel letto della camera dell'albergo dove la moglie alloggiava e finalmente riesce a fare l'amore con lei. Il rapporto sessuale è estremamente soddisfacente per Dominique ed è proprio questo il dramma della vendetta di Karol, in quanto se da un lato l'aver soddisfatto finalmente la moglie, prima che questa venga arrestata per omicidio, funge da coronamento alla vendetta di Karol, dall'altro lato permette a Dominique di capire di essere innamorata dell'ex marito deciso ormai solo a vendicarsi.
Successivamente Karol fa visita al carcere dove è tenuta Dominique e la vede dalla finestra della sua cella. Lei gli fa segno a gesti di volerlo risposare e lui si mette a piangere.

## Riconoscimenti
- 1994 - Festival di Berlino
  - Miglior regista